# جبل حميد (جبلة)

تعديل مصدري - تعديل

جبل حميد هي إحدى قرى عزلة المكتب بمديرية جبلة التابعة لمحافظة إب، بلغ تعداد سكانها 969 نسمة حسب تعداد اليمن لعام 2004.